# Front end processor
Un Front end processor (FEP), o procesador de comunicación es un pequeño computador el cual sirve como interfaz entre un computador host y un número de redes, como una SNA o un número de dispositivos periféricos, como terminales, unidades de disco, impresoras y unidades de cinta. Los datos se transfieren entre el computador host y el FEP usando una interfaz de puerto paralelo de alta velocidad. El FEP se comunica con los dispositivos periféricos usando una interfaz serial, usualmente también por medio de la red de comunicación. El propósito de esto es mantener fuera de carga, el computador host, del trabajo de manejar los dispositivos periféricos, transmitir y recibir mensajes, paquetes de ensamble y desensamble, detección de errores y corrección de errores. Dos ejemplos de esto son el control de comunicación IBM 3705 y el Procesador de Barrido de Comunicación de Datos (BDCP por sus siglas en inglés).
Algunas veces el FEP es llamado control de comunicaciones, aunque esto último no suele ser lo más adecuado.
El FEP también se utiliza en un sentido más general en sistemas de procesos asimétricos. Este es un dispositivo de procesamiento, (normalmente un ordenador) el cual está más cerca de la fuente de entrada que el procesador principal. Este realiza algunas tareas como el control de telemetría, recolección de datos, reducción de los datos en bruto del sensor, análisis de entrada del teclado, etc.

## Comunicaciones FEP en IP
Los FEP son responsable de la vinculación de las aplicaciones cliente y sus redes asociadas a las aplicaciones basadas en el computador host. Con el advenimiento de Internet y del IP como un protocolo universal, a menudo se supone que ya no hay necesidad alguna de FEP, el cual tradicionalmente ha manejado el tráfico SNA. Esto puede ser verdad donde el FEP provee sólo una conectividad directa (suponiendo que la dirección IP nunca cambie). Sin embargo, los FEP también manejan otras funciones vitales, que están estrechamente vinculadas a las aplicaciones de transacciones, como el mensaje y la operación de conmutación, multiplexación, operación de seguridad y el manejo de transacciones y presentación de informes de extremo a extremo. La necesidad de estas funciones es especialmente importante en ambientes de misiones críticas, tales como transacciones bancarias, gubernamentales, puntos de ventas, seguridad y aplicaciones y servicios de salud. En estos ambientes la funcionalidad de los FEP es ahora más necesaria que nunca.
A pesar de que la IBM retiró sus FEP 3745/3746 del mercado en 2003, la compañía sigue manteniendo alrededor de 20.000 procesadores instalados. IBM también proporciona mejoras para el microcódigo. Las empresas más pequeñas han llenado el vacío creado por la acción de IBM proporcionando maquinaria, elementos, componentes y servicios en todo el mundo.